# Barbara Bach
Barbara Bach (születési neve: Barbara Goldbach) (New York, 1947. augusztus 27. –) amerikai színésznő és modell. A kém, aki szeretett engem (1977) című James Bond-filmben Ánya Amaszova őrnagyot játszotta. Később Maritza Petrovich szerepét alakította a Navarone ágyúi 2. – Az új különítményben (1978). Férje a Beatles dobosa, Ringo Starr.

## Magánélete
Barbara Bach első férje Augusto Gregorini volt. A színésznő az olasz üzletemberrel 1966-ban, egy repülőút során ismerkedett meg. Két évvel később összeházasodtak, és két gyermekük született – Francesca Gregorini (1968) és Gianni Gregorini (1972) – majd 1975-ben elváltak.
Ezt követően a modell visszaköltözött az Amerikai Egyesült Államokba, ahol 1980-ban a Barlangember forgatásán találkozott Ringo Starr-ral. A Beatles egykori zenésze 1981. április 27-én vette feleségül Barabarát.
Testvére Marjorie Bach, az Eagles gitárosának Joe Walsh-nak a felesége.

## Filmográfia
- Barlangember – Lana (1981)
- Navarone ágyúi 2. – Az új különítmény – Maritza Petrovich (1978)
- A kém, aki szeretett engem – Ánya Amaszova őrnagy (1977)
- Az utca törvénye – Barbara  (1974)
- Odüsszeia – Nauszikaa (1968)